# Chris Hedges
Christopher Lynn Hedges (18 de septiembre de 1956) es un periodista estadounidense ganador del Premio Pulitzer y corresponsal de guerra especializado en informar sobre América y Oriente Próximo.
Hedges es también conocido por ser autor de varios superventas entre los que figuran War Is a Force That Gives Us Meaning (2002) —finalista del premio National Book Critics Circle Award para libros de no ficción. I Don't Believe in Atheists (2008) y Death of the Liberal Class (2010). Su libro más reciente, escrito con el dibujante Joe Sacco, es Days of Destructions, Days of Revolt (2012).
Hedges fue durante dos décadas corresponsal en Centroamérica, Oriente Próximo, África y los Balcanes. Informó desde más de cincuenta países y trabajó para The Christian Science Monitor, National Public Radio, The Dallas Morning News, y The New York Times durante los años 1990–2005.
En 2002, Hedges formó parte del equipo de periodistas de The New York Times galardonados con el Premio Pulitzer por la cobertura que el periódico realizó del terrorismo global. También recibió en 2002 el Global Award for Human Rights Journalism de Amnistía Internacional. Hedges enseñó en la Universidad de Columbia, Universidad de Nueva York, Universidad de Princeton y la Universidad de Toronto.
Hedges escribe una columna semanal para Truthdig y compuso lo que The New York Times describió como "una llamada a las armas" para el primer número de The Occupied Wall Street Journal, el periódico que da voz al movimiento de protesta Occupy Wall Street en Zuccotti Park, ciudad de Nueva York.

## Biografía
Christopher Hedges nació en St. Johnsbury, Vermont, y es hijo de un ministro presbiteriano, el rev. Thomas Hedges. Creció en el condado rural de Schoharie, Nueva York. En 1975, se graduó en la escuela Loomis Chaffee en Windsor y asistió a la Colgate University donde se licenció en literatura inglesa. Posteriormente, estudió teología en la Harvard Divinity School donde estudió con James Luther Adams.
Hedges está casado con la actriz canadiense Eunice Wong.

## Carrera profesional
En 1983, Hedges inició su carrera cubriendo el conflicto del Salvador. Después de seis años en América Latina, aprendió árabe y cubrió Jerusalén y el Cairo. Pasó seis años en Oriente Próximo contratado por The New York Times. Durante la primera guerra del Golfo fue capturado por la Guardia Republicana Iraquí mientras cubría la rebelión chiita en Basora.
En 1995, abandonó Oriente Próximo para informar de la guerra de Bosnia y Kosovo desde Sarajevo. Después se unió a un equipo de investigación de The New York Times y fue destinado a París para informar sobre al-Qaida. Dejó el The New York Times después de una reprimenda formal por criticar la invasión de Irak por parte de la administración Bush.
Además de escribir todas las semanas una columna para Truthdig, Hedges ha escrito para Harper’s Magazine, The New Statesman, The New York Review of Books, Adbusters, Granta, Foreign Affairs entre otras publicaciones.

## Obras
- 2002: War Is a Force That Gives Us Meaning (ISBN 1586480499)
- 2003: What Every Person Should Know About War (ISBN 1417721049)
- 2005: Losing Moses on the Freeway: The 10 Commandments in America (ISBN 0743255135)
- 2007: American Fascists: The Christian Right and the War on America (ISBN 0743284437)
- 2008: I Don't Believe in Atheists (ISBN 141656795X)
- 2008: Collateral Damage: America's War Against Iraqi Civilians (ISBN 1568583737)
- 2009: Empire of Illusion: The End of Literacy and the Triumph of Spectacle (ISBN 9781568584379)
- 2010: Death of the Liberal Class (ISBN 9781568586441)
- 2011: The World As It Is: Dispatches on the Myth of Human Progress (ISBN 9781568586403)
- 2012:  Days of Destruction, Days of Revolt (ISBN 1568586434)
- 2015: Wages of Rebellion: The Moral Imperative of Revolt (ISBN 1568589662)
- 2016: Unspeakable (ISBN 1510712739)
- 2018: America, The Farewell Tour (ISBN 978-1501152672)